# Sue Johanson
Sue Johanson (ur. 16 marca 1930 w Toronto, zm. 28 czerwca 2023) – kanadyjska terapeutka seksualna. 
Autorka jednego z najpopularniejszych programów telewizyjnych w Stanach Zjednoczonych i Kanadzie Talk Sex with Sue Johanson, w Polsce znanego pod nazwą Porozmawiajmy o seksie. Jest autorką kilku książek z zakresu poradnictwa seksualnego, m.in. „Sex, sex and more sex”, wydanej w polskiej wersji językowej pt. „Porozmawiajmy o seksie”.